# Запольский сельсовет (Витебский район)
Запольский сельсовет — административная единица на территории Витебского района Витебской области Белоруссии. Административный центр — деревня Заполье.

## Состав
Запольский сельсовет включает 30 населённых пунктов:
- Бентяи — деревня
- Берёзовка — деревня
- Галиново — деревня
- Демяхи — деревня
- Дрозды — деревня
- Заполье — деревня
- Засёлок — деревня
- Захаренки — деревня
- Кабаны — деревня
- Казаково — деревня
- Калинка — деревня
- Ковалёво — деревня
- Коньки — деревня
- Низкоборье — деревня
- Новоалександровка — деревня
- Новосёлки — деревня
- Папоротно — деревня
- Партизановка — деревня
- Поречье — деревня
- Прудники — деревня
- Пудоть — деревня
- Пунище — деревня
- Пуховичи — деревня
- Сапраны — деревня
- Сибяки — деревня
- Тарасенки — агрогородок
- Харпеничи — деревня
- Храпаки — деревня
- Щипечи — деревня
- Шлыки — деревня

Упразднённые населённые пункты:
- Булы — деревня
- Десняниново — деревня
- Марковичи — деревня